# Léas 7 Leben
Léas 7 Leben (Originaltitel Les 7 Vies de Léa) ist eine französische Fernsehserie, die im April 2022 von Netflix veröffentlicht wurde. Sie basiert auf dem Jugendroman Les 7 Vies de Léo Belami des französischen Autors Nataël Trapp.

## Handlung
Die 17-jährige Léa entdeckt die Leiche des Jungen Ismaël und wacht am nächsten Morgen in seinem Körper in den 1990er-Jahren auf. Von nun an findet sie sich jeden Tag in einem fremden Körper und versucht so, Ismaëls Tod genauer auf den Grund zu gehen.

## Produktion

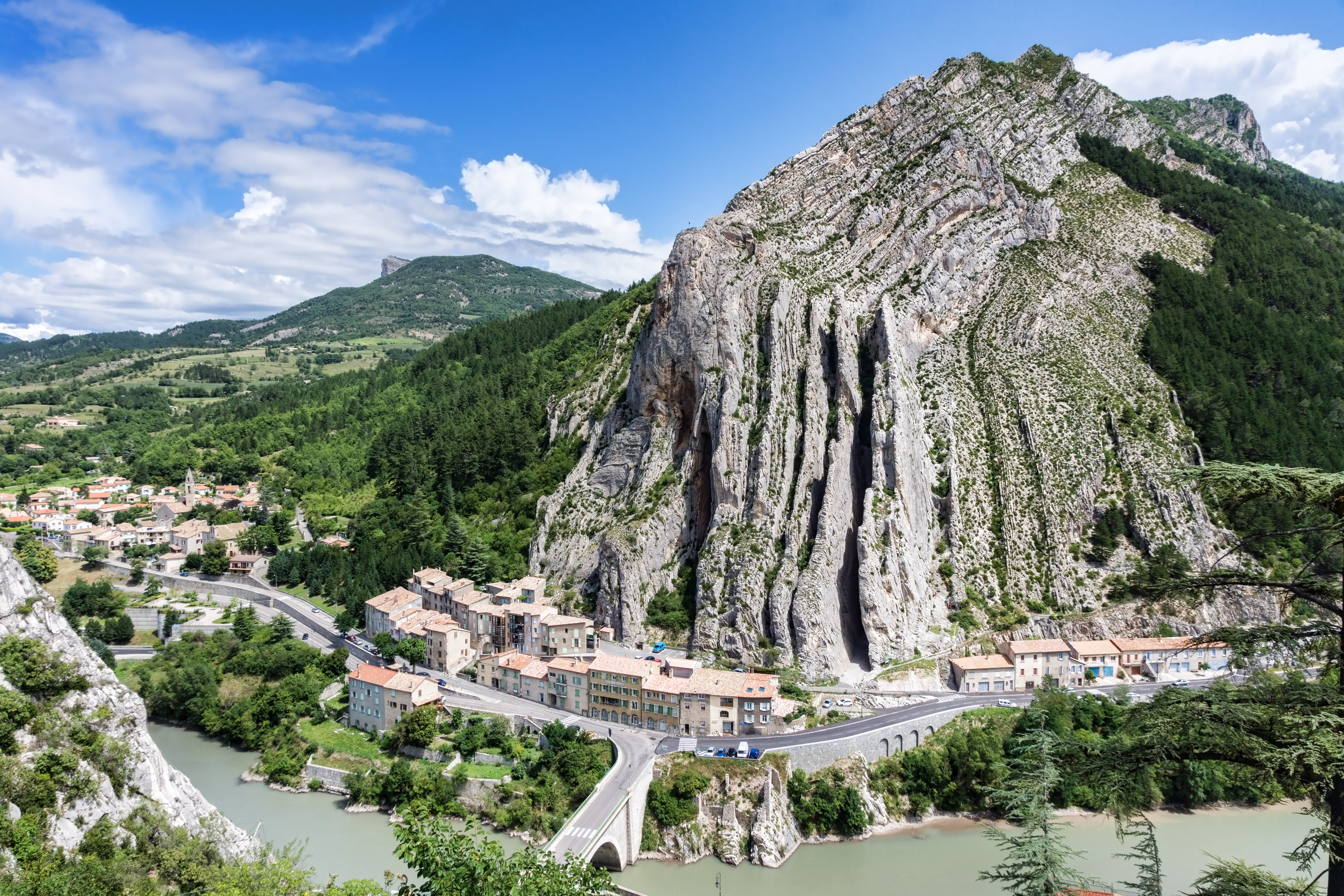
Die Stadt Sisteron neben dem Rocher de la Baume.

Léas 7 Leben wurde hauptsächlich im französischen Département Alpes-de-Haute-Provence im Südosten des Landes gedreht. In der Serie zu sehen sind unter anderem die Verdonschlucht sowie die Kleinstadt Sisteron und die Gemeinde La Palud-sur-Verdon.
Weitere Szenen wurden ebenso in den Städten Martigues und Salon-de-Provence im Département Bouches-du-Rhône gefilmt.

## Episoden
| Nr. | Deutscher Titel | Originaltitel | Zusammenfassung | Erstveröffentlichung Frankreich | Deutschsprachige Erstausstrahlung (D/A/CH) | Regie          | Drehbuch         |
| --- | --------------- | ------------- | --- | ------------------------------- | ------------------------------------------ | -------------- | ---------------- |
| 1   | 15. Juni        | 15 Juin       | Léa, eine französische Teenagerin, entdeckt auf dem Grund einer Schlucht ein Skelett, als sie mit ihrer Freundin Romane an einer Party teilnimmt. Nach dem Einschlafen erwacht sie 1991 im Körper des Teenagers Ismaël, einem ehemaligen Freund ihrer Eltern.                                                          | 28. Apr. 2022                   | 28. Apr. 2022                              | Julien Despaux | Charlotte Sanson |
| 2   | 16. Juni        | 16 Juin       | Im Körper ihrer Mutter Karine erkennt Léa, wie die Beziehung zwischen Ismaël und ihren Eltern abnimmt. In der Vergangenheit und in der Gegenwart setzt sie ihre Suche nach der Wahrheit fort. | 28. Apr. 2022                   | 28. Apr. 2022                              | Julien Despaux | Camille Rosset   |
| 3   | 17. Juni        | 17 Juin       | Léa will verstehen, was zwischen Ismaël und ihren Eltern passiert ist, aber sie wacht im Körper des aggressiven Nachbars Pye auf. Als sie sich in Pyes romantisches Leben mischt, erfährt sie, dass ihre Handlungen in der Zukunft schwerwiegende Folgen haben können.                                                 | 28. Apr. 2022                   | 28. Apr. 2022                              | Émilie Noblet  | Dorothée Lachaud |
| 4   | 18. Juni        | 18 Juin       | Léa versucht, die Folgen ihrer vergangenen Taten im Körper eines beliebten und geheimnisvollen Mädchens namens Sandra wiedergutzumachen. | 28. Apr. 2022                   | 28. Apr. 2022                              | Émilie Noblet  | Frédéric Rosset  |
| 5   | 19. Juni        | 19 Juin       | Obwohl Léa Ismaëls Tod nicht so einfach aufklären kann, entdeckt sie ihre eigenen Gefühle. Als sie sich im Körper der Musikverkäuferin Patricia wiederfindet, hat sie die Chance, ihr zu zeigen, wie sie sich fühlt. In der Gegenwart führen Léa und Romane eine Untersuchung anhand aller verfügbarer Hinweise durch. | 28. Apr. 2022                   | 28. Apr. 2022                              | Julien Despaux | Alice Vial       |
| 6   | 20. Juni        | 20 Juin       | Im Körper ihres Vaters Stéphane versteht Léa die Beziehung, die er zu Ismaël hatte, besser. Sie steht davor, ein großes Geheimnis zu lüften. | 28. Apr. 2022                   | 28. Apr. 2022                              | Émilie Noblet  | Déborah Hassoun  |
| 7   | 21. Juni        | 21 Juin       | Es ist der Tag, an dem Ismael sterben soll. Léa ist nicht sicher, was passieren wird, weder in der Vergangenheit noch in der Zukunft. Sie muss sich zwischen mehreren Menschen entscheiden, die sie liebt. | 28. Apr. 2022                   | 28. Apr. 2022                              | Julien Despaux | Charlotte Sanson |

## Rezeption
Das französische Filmmagazin Écran large zieht hinsichtlich der Zeitreise-Elemente Vergleiche zu den Filmen Zurück in die Zukunft und Und täglich grüßt das Murmeltier mit „ein wenig Sense8“. Trotz ihrer vielversprechenden Prämisse und spannendem Höhepunkt werde die Serie ihren Ansprüchen in wichtigen Aspekten wie dem Drehbuch nicht gerecht, urteilt der Autor Lucas Jacqui. Er gibt Léas 7 Leben 1,5 von 5 Sternen.
Pauline Conradsson von Le Parisien kommt hingegen zu einem netteren Fazit und lobt insbesondere die fesselnde Pilotfolge und Raïka Hazanavicius’ überzeugende Darstellung der Protagonistin Léa. Sie gibt der Serie 3 von 5 Sternen.